# Canadees honkbalteam

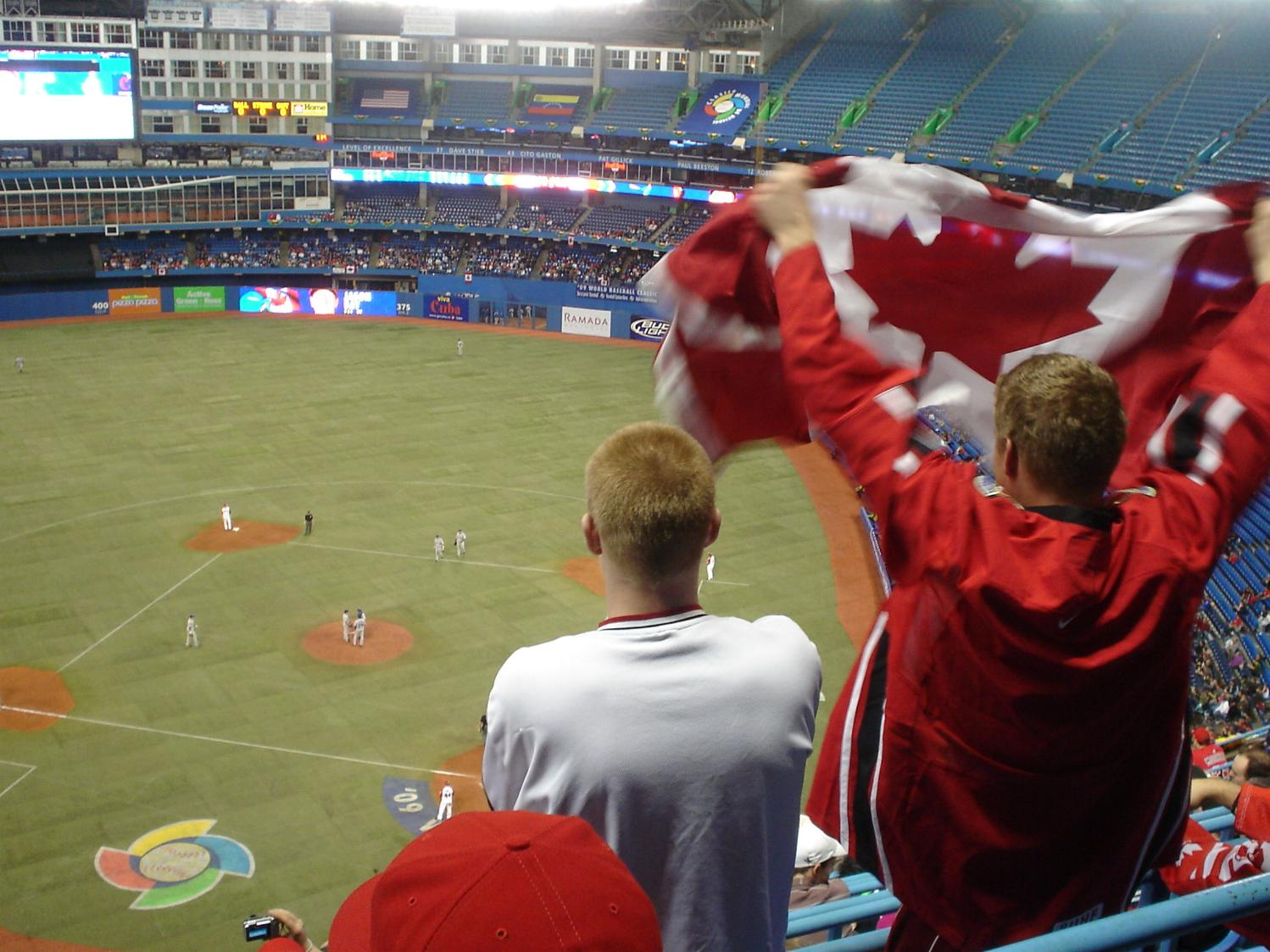
Canadese fans tijdens een wedstrijd tegen Italië.

Het Canadees honkbalteam is het nationale honkbalteam van Canada. Het team vertegenwoordigt Canada tijdens internationale wedstrijden. De manager is Ernie Whitt.
Het Canadees honkbalteam hoort bij de Pan-Amerikaanse Honkbal Confederatie (COPABE).

## Kampioenschappen
Olympische Spelen
Canada was viermaal present op de Spelen. In 1984 en 1988 was het een van de acht deelnemende landen toen honkbal een demonstratie sport was. In 2004 en 2008 werd deelgenomen toen de sport officieel op het olympische programma stond (1992-2008).
| Editie    | 1984 | 1988 | 2004 | 2008 | 2020 |
| Prestatie | 5e   | 7e   | 4e   | 6e   | -    |

Wereldkampioenschappen
Canada nam 18x keer (op 39 edities) deel aan de wereldkampioenschappen honkbal. Hierbij werd twee keer brons behaald.
| Editie    | 1970 | 1971 | 1972 | 1973 ** | 1974 | 1978 | 1980 | 1982 | 1988 | 1990 | 1994 | 1998 | 2001 | 2003 | 2005 | 2007 | 2009  | 2011  |
| Prestatie | 10e  | 6e   | 9e   | 7e      | 5e   | 9e   | 5e   | 5e   | 5e   | 8e   | 14e  | 11e  | 11e  | 9e   | 9e   | 9e   | Brons | Brons |

*  ** WK in Nicaragua 

### World Baseball Classic
Canada nam deel aan vier edities van de World Baseball Classic. Het team kwam nooit verder dan de eerste ronde.
| Editie    | 2006 | 2009 | 2013 | 2017 | 2023 |
| Prestatie | 9e   | 13e  | 11e  | -    | 8e   |

### Pan-Amerikaanse Spelen
Canada nam 11 keer deel aan de Pan-Amerikaanse Spelen, ze behaalden twee keer goud, in 2011 en 2015.
| Editie    | 1967 | 1971 | 1975 | 1979 | 1983 | 1987 | 1991 | 1999  | 2011 | 2015 | 2019   |
| Prestatie | 1R   | 1R   | 1R   | 8e   | 1R   | 1R   | 1R   | Brons | Goud | Goud | Zilver |